# 内田朝雄
内田 朝雄（うちだ あさお、1920年〈大正9年〉8月1日 - 1996年〈平成8年〉9月30日）は、日本の俳優。本名：内田 朝雄（うちだ ともお）。
日本領朝鮮（現・朝鮮民主主義人民共和国）平壌出生、島根県出身。平壌府第一中学卒業。円型劇場、劇団月光会を経て、コヒナタ企画に所属していた。
息子は俳優の内田岳志。

## 来歴・人物
日本領朝鮮（現・朝鮮民主主義人民共和国）平壌に役人の子として生れる。中学校卒業後、満州炭鉱傘下の東満和竜炭鉱に入社。1941年（昭和16年）に応召し、終戦を仁川で迎え、1945年（昭和20年）に復員。翌1946年北海道開拓公社に入社し、江別市で開墾事業に従事した後、長野県上水内郡の飯綱高原に入植するが、1950年（昭和25年）、地元の人間との意見対立から同地を引き払う。1951年（昭和26年）には宇部興産（現・UBE）大阪支店セメント課に入社。
1952年（昭和27年）、会社員生活のかたわら、劇団「大阪円形劇場・月光会」を旗揚げ。
1958年（昭和33年）、「やる気十分の割に、学歴がなく不遇だった実業界」 に見切りをつけ、宇部興産を退社。劇団活動および俳優業に専念する。
1959年（昭和34年）、39歳でNHKテレビに初出演。同年、『花のれん』で映画デビュー。
1961年（昭和36年）、宝塚映画専属となり、多くの作品に脇役で出演。
1962年（昭和37年）、「大阪円形劇場・月光会」を解散。
1965年（昭和40年）、宝塚映画を退社し、東京に移住。『兵隊やくざ』など敵役を演じた。翌年、現代演劇協会・劇団欅に入団し、1969年からフリーとして各社の映画・テレビドラマでの活動が中心となる。
1970年以降、『やくざ刑事シリーズ』の黒幕役、『トラ・トラ・トラ!』では東條英機役、『仁義なき戦いシリーズ』での一物持つ長老役、『女必殺拳シリーズ』の温厚な指導者など、幅広く演じ分けた。テレビドラマでは時代劇・現代劇双方で活動し、『細うで繁盛記』、『青春の門』、『愛の嵐』などにレギュラー出演した。
俳優の傍ら宮沢賢治の研究者としても知られ、『私の宮沢賢治』などの著書があり、その縁で秋田桂城短期大学の教授を、演劇論として青山学院女子短期大学の講師を務めた。バルザック文献のコレクターでもあった。
1996年（平成8年）9月30日午前0時40分、胃癌のため東京都内の病院で死去（享年76歳）。

## 出演

### 映画
- 爆笑嬢はん日記（1960年、宝塚映画 / 東宝） - 夏川
- がんばれ! 盤嶽 (1960年、宝塚映画 / 東宝）
- 七人の敵あり（1961年、宝塚映画 / 東宝） - 友田
- 放浪記（1962年、宝塚映画 / 東宝） - 木賃宿の主人
- 河内風土記 おいろけ繁盛記（1963年、東宝） - 松五郎
- 博徒（1964年、東映） - 観音の隠居
- 徳川家康（1965年、東映） - 鳥居忠吉
- いれずみ判官（1965年、東映） - 水野忠邦
- 孤独の賭け（1965年、東映） - 東野順造
- 股旅 三人やくざ (1965年、東映)
- 色ごと師春団治（1965年、東映） - 小林
- 主水之介三番勝負 （1965年、東映） - 片倉一閑斎
- 若親分出獄 (1965年、大映)
- 兵隊やくざ（1965年、大映） - 中沢准尉
- 関東流れ者（1965年、東映） - 平山弥三郎
- 悪名幟（1965年、大映） - 正太郎
- 剣鬼（1965年、大映） - 醍醐弥一郎
- 忍びの者 新・霧隠才蔵（1966年、大映）
- 女犯破戒 (1966年、東映)
- 「エロ事師たち」より 人類学入門（1966年、日活） - 古川
- 大忍術映画 ワタリ（1966年、東映） - 百地三太夫
- 泥棒番付（1966年、大映）
- 大殺陣 雄呂血（1966年、大映）
- 大魔神怒る（1966年、大映） - 名越兵衛
- 不敵なあいつ（1966年、日活） - 式場
- 兵隊やくざ 大脱走（1966年、大映） - 柳田大尉
- 拳銃は俺のパスポート（1967年、日活） - 津川
- 解散式（1967年、東映） - 川島泰造
- 不死身なあいつ（1967年、日活） - 瀬戸内
- 陸軍中野学校 密命（1967年、大映） - 大庭次官
- 女賭博師（1967年、大映） - 菊田五平
- ザ・スパイダースのゴーゴー向う見ず作戦（1967年、日活） - 三上教授
- 爆破3秒前（1967年、日活） - 立原
- 極道（1968年、東映） - 三田村大五郎
- 進め!ジャガーズ 敵前上陸（1968年、松竹） - 鬼頭
- 嵐の果し状 (1968年、日活)
- ひとり狼 (1968年、大映)
- 赤道を駈ける男（1968年、日活） - ペドロ
- セックス・チェック 第二の性（1968年、大映） - 原専務
- 無頼非情（1968年、日活） - 安岡
- 積木の箱（1968年、大映） - 佐々林豪一
- 妖怪大戦争（1968年、大映） - 大日坊
- 吸血髑髏船（1968年、松竹）‐江尻
- 緋牡丹博徒 花札勝負（1969年、東映） - 古田頼輝
- 女賭博師さいころ化粧 (1969年、大映)
- 女の警察（1969年、日活） - 詫摩周六
- 恋の季節（1969年、松竹） - 山崎社長
- あゝ海軍 (1969年、大映)
- 現代やくざ 与太者仁義（1969年、東映） - 本間
- 不良番長 練鑑ブルース（1969年、東映） - 川島憲三郎
- 日本暴力団 組長（1969年、東映） - 淡野安次郎
- 組織暴力 兄弟盃（1969年、東映） - 加納輝正
- 海はふりむかない（1969年、松竹） - 安田
- 日本暴力団 組長と刺客（1969年、東映） - 梶正太郎
- 昭和残侠伝 人斬り唐獅子（1969年、東映） - 山村定一郎
- 眠狂四郎 卍斬り（1969年、大映） - 都田水心
- 悪名一番勝負（1969年、大映） - 島田常務
- 笹笛お紋（1969年）
- 渡世人列伝（1969年、東映） - 三田政之助
- 血染の代紋（1970年、東映） - 岩切安次郎
- やくざ刑事シリーズ（1970年、東映）
  - やくざ刑事 - 矢城隅太郎
  - やくざ刑事 マリファナ密売組織 - 島蔵
- 博徒一家（1970年、東映） - 篠乃井
- 仁鶴・可朝・三枝の男三匹やったるでぇ! （1970年、松竹） - 本山博
- トラ・トラ・トラ! （1970年、20世紀フォックス） - 東條英機
- しびれくらげ（1970年、大映） - 小野田
- 最後の特攻隊（1970年、東映） - 杉浦中将
- 高校さすらい派（1970年、松竹） - 黒木校長
- 博奕打ち いのち札（1971年、東映） - 大竹
- 博徒外人部隊（1971年、東映） -大場栄作
- 日本女侠伝 血斗乱れ花（1971年、東映） - 庄兵衛
- 暴力団再武装（1971年、東映） -畠山泰三
- 緋牡丹博徒 お命戴きます（1971年、東映） - 大村
- 任侠列伝 男（1971年、東映） - 石浜幸作
- 喜劇 猪突猛進せよ!!（1971年、松竹）
- 遊び（1971年、大映） - 少女の父
- 逆縁三つ盃 (1971年、日活)
- 子連れ狼 子を貸し腕貸しつかまつる（1972年、勝プロ / 東宝） - 杉戸監物
- 現代やくざ 人斬り与太（1972年、東映） - 大和田英作
- 博奕打ち外伝（1972年、東映） - 松木
- 無宿人御子神の丈吉 川風に過去は流れた（1972年、東宝） - 韮崎の重三郎
- 賞金首 一瞬八人斬り（1972年、東映） - 堀田正篤
- 子連れ狼 親の心子の心（1972年、勝プロ / 東宝） - 字之吉
- 仁義なき戦いシリーズ（東映） - 大久保憲一
  - 仁義なき戦い（1973年）
  - 仁義なき戦い 代理戦争（1973年）
  - 仁義なき戦い 頂上作戦（1974年）
  - 仁義なき戦い 完結篇（1974年）
- 赤い鳥逃げた?（1973年、東宝） - 石黒雅彦
- やくざと抗争 実録安藤組（1973年、東映） - 榊原
- 夕映えに明日は消えた（1973年、東宝）　※未公開
- 桜の代紋（1973年、東宝） - 菅県警本部長
- 釜ケ崎極道（1973年、東映） - 大山岩吉
- 実録 私設銀座警察（1973年、東映） - 福山
- 現代任侠史（1973年、東映） -永井辰吉
- 山口組三代目（1973年、東映） - 神田義太郎
- 山口組外伝 九州進攻作戦（1974年、東映） - 杉山富太郎
- 三代目襲名（1974年、東映） - 鎌田治三郎
- 女必殺拳シリーズ（1974年、東映） - 藤田徹道
  - 女必殺拳
  - 女必殺拳 危機一発
- あゝ決戦航空隊（1974年、東映） - 嶋田繁太郎
- 新仁義なき戦い（1974年、東映） - 緒方正義
- 男組（1975年、東映） - 神竜壮一郎
- 新仁義なき戦い 組長の首（1975年、東映） - 野崎浅次郎
- 金閣寺（1976年、ATG） - 老師
- 不毛地帯（1976年、東宝） - 山城防衛庁長官
- やくざ戦争 日本の首領（1977年、東映） - 大山喜久夫
- 空手バカ一代 （1977年、東映） - 劉鳳厳
- 最も危険な遊戯（1978年、東映） - 小日向兵衛
- 多羅尾伴内 鬼面村の惨劇（1978年、東映） - 源海
- 白昼の死角（1979年、角川映画 / 東映） - 金森光蔵
- 魔界転生 （1981年、角川映画 / 東映） - 酒井雅楽頭
- ウィーン物語 ジェミニ・YとS（1982年、東宝） - 僧
- 男はつらいよ 花も嵐も寅次郎（1982年、松竹） - 牟田勝三
- 迷走地図（1983年、松竹） - 和久宏
- 瀬降り物語（1985年、東映） - アユタチ
- トットチャンネル（1987年、東宝） - 土橋欣士郎
- 街は虹いろ 子ども色（1987年、にっかつ児童映画） - 太田漢
- 極道の妻たち 三代目姐（1989年、東映） - 漆畑青舟
- 修羅の伝説（1992年、東映） - 橋本猛
- 継承盃（1992年、東映） -雁金厳
- 怖がる人々（1994年、松竹） - 老僧
- 極道の妻たち 赫い絆（1995年、東映） - 堂本増吉

### テレビドラマ
- 白い闇（1959年9月、CX）
- 上方武士道（1961年、CX）
- 近鉄金曜劇場 / 砂の器（1962年2月、TBS）
- 善魔（1962年5月、TBS）
- 大河ドラマ（NHK）
  - 花の生涯（1963年） - 間部下総守
  - 樅ノ木は残った（1970年） - 大条兵庫
  - 春の坂道（1971年） - 安国寺恵瓊
  - 国盗り物語（1973年） - 小寺政職
  - 峠の群像（1982年） - 祐海
- 風雪 第6回「郵便往来」（1964年、NHK） - 能楽師忠正
- 素浪人 月影兵庫 第8話「宝の山が招いていた」（1965年、NET / 東映） - 伝蔵
- ザ・ガードマン（TBS / 大映テレビ室）
  - 第66話「沖縄へ直行せよ」（1966年）
  - 第109話「忘れられない顔」（1967年）
  - 第115話「死を占う少女」（1967年）
  - 第118話「大泥棒一家」（1967年）
  - 第135話「阿蘇のシンデレラ」（1967年）
  - 第139話「偽ガードマン登場」（1967年）
  - 第168話「白い手の恐怖」（1968年）
  - 第171話「情無用サラリーマン稼業」（1968年）
  - 第179話「殺し屋の来た島」（1968年）
  - 第209話「現金輸送車大追跡作戦」（1969年）
  - 第229話「怪談・私と同じ顔の幽霊」（1969年）
  - 第253話「逃亡のカサブランカ」（1970年）
  - 第254話「マンションは女の戦場」（1970年）
  - 第265話「離婚孤児争奪戦」（1970年）
  - 第276話「怪談・幽霊に喰い殺された家族」（1970年）
  - 第284話「ヨーロッパで顔を失った男」（1970年）
  - 第305話「怪談・幽霊の出る女犯寺」（1971年）
  - 第323話「大凶! 恋占い連続殺人」（1971年）
  - 第332話「この夏 女子大生がやった大冒険」（1971年）
- 松本清張シリーズ（1966年、KTV）
  - 危険な斜面
  - 顔
- 新吾十番勝負 第13話「危機一発」（1966年、TBS / 松竹テレビ室）- 由留木、弥十
- 三匹の侍（CX）
  - 第4シリーズ 第20話「京十郎祭り囃子」（1967年） - 八兵衛
  - 第6シリーズ 第22話「苦い米」（1969年） - 富田屋庄兵衛
- 白い巨塔（1967年、NET / 東映） - 財前又一
- 風（TBS / 松竹）
  - 第13話「絵姿五人小町」（1967年） - 薄田主水
  - 第33話「地獄からの使者」（1968年） - くらやみの徳兵ヱ
- 大奥（1968年　関西テレビ）-　酒井忠清
- キイハンター（TBS / 東映）
  - 第9話「海に消えた女」（1968年） - 金井
  - 第146話「007座席指定は殺人超特急」（1971年） - 張
  - 第167話「ミイラと棲む女の館」（1971年） - ニベサ
  - 第189話「殺されに来た金色の眼の女」（1971年）
  - 第200話「SOS接吻泥棒」（1972年） - ガルサ
- 無用ノ介 第9話「やってきた無用ノ介」（1969年、NTV / 国際放映） - 文華堂治助
- あゝ忠臣蔵（1969年、KTV / 東映） - 大野九郎兵衛
- 五番目の刑事 第21話「さらば、白銀の荒野」（1970年、NET / 東映） - 田所
- 大坂城の女（1970年、KTV / 東映） - 前田利家
- 細うで繁盛記（1970年 - 1971年、YTV / 東宝） - 福原屋の主人
- 柳生十兵衛（1970年 - 1971年、CX / 東映） - 鳥居成次
- 大岡越前（TBS / C.A.L）
  - 第1部 第3話「謎の父子鶴」（1970年3月30日） - 目付・外記
  - 第2部 第5話「生きていた男」（1971年6月14日） - 駿河屋伊右ヱ門
  - 第3部 第12話「誘拐」（1972年8月28日） - 渡海屋
  - 第7部 第27話「将軍暗殺危機一髪」（1983年10月24日） - 堺屋善助
  - 第9部 第24話「囮になった目撃者」（1986年4月7日） - 早瀬梅翁
- 水戸黄門（TBS / C.A.L）
  - 第2部 第2話「暗殺 -郡山-」（1970年10月5日） - 津軽屋仁兵衛
  - 第4部 第16話、第17話「北海の反乱 -松前-（前編、後編）」（1973年） - 渡島屋清兵衛
  - 第6部 第1話「怒れ！薩摩隼人 -鹿児島-」（1975年3月31日） - 灘屋九郎右衛門
  - 第5部
    - 第6話「お新に惚れた男 -高山-」（1974年5月6日） - 杉田屋嘉平衛
    - 第25話「黄門爆殺計画 -長崎-」（1974年9月23日） - 肥前屋次郎右衛門

  - 第7部 第9話「群狼の罠 -松前-」、第10話「吼えろ!!北海の火縄銃 -函館-」（1976年） - 北海屋弥兵衛
  - 第9部
    - 第12話「二人いた弥七 -新潟-」（1978年10月23日） - 新海屋五郎蔵
    - 第27話「三国一の嫁騒動 -水戸-」（1979年2月5日） - 笠間屋善助
- 日本怪談劇場 第2話「牡丹灯籠 鬼火の巻」・第3話「牡丹灯籠 蛍火の巻」（1970年、12ch） - 良石
- 火曜日の女シリーズ / クラスメート -高校生ブルース-（1971年、NTV）
- 大忠臣蔵 第14話「瑤泉院の持参金」（1971年、NET / 三船プロ） - 大庄屋彦左衛門
- ターゲットメン 第5話「こぶら男の大逆襲」（1971年、NET / 東映）
- 忍法かげろう斬り 第1話「俺は幕府のイヌじゃない」（1972年、KTV / 東映） - 山崎刑部
- お祭り銀次捕物帳 第1話「出発の歌」（1972年、CX / 東映） - 伝六
- シークレット部隊 第17話「結婚の夜 消えた花嫁」（1972年、TBS / 大映テレビ）
- 必殺シリーズ（ABC / 松竹）
  - 必殺仕掛人 第13話「汚れた二人の顔役」（1972年） - 角筈の重五郎
  - 助け人走る
    - 第1話「女郎大脱走」（1973年） - 丁字屋惣兵衛
    - 第22話「父子大相剋」（1974年） - 八州屋

  - 暗闇仕留人 第17話「仕上げて候」（1974年） - 吉岡宗達
  - 必殺必中仕事屋稼業 第16話「仕上げて勝負」（1975年） - 国五郎
- 銀河テレビ小説（NHK）
  - 生きて愛して（1973年） - 高村光雲
  - 青春戯画集（1981年） - 横山大観
  - 夢で愛して（1985年）
- 銭形平次（CX / 東映）
  - 第356話「己之吉いのち」（1973年） - 馬道の勘助
  - 第414話「万七純情」（1974年） - 甲州屋武兵衛
  - 第458話「ある母の願い」（1975年） - 音羽の弁蔵
  - 第646話「十手に賭けたお静の命」（1978年） - 惣兵ヱ
  - 第888話「ああ十手ひとすじ!!八百八十八番大手柄 さらば我らの平次よ永遠に」（1984年） - 保利由良之助
- 子連れ狼 第1部 第2話「乞胸お雪」（1973年、NTV / ユニオン映画） ※欠番作品
- 非情のライセンス（NET / 東映）
  - 第1シリーズ 第4話「兇悪のサファイア」（1973年） - 篠崎
  - 第2シリーズ
    - 第1話「兇悪のアリバイ」（1974年） - 河島
    - 第43話「兇悪の密室」（1975年） - 片桐俊次
- 荒野の用心棒 第4話「黒い野望を砂丘に埋めて…」（1973年、NET / 三船プロ） - 南蛮屋嘉兵衛
- 江戸を斬る（TBS / C.A.L）
  - 江戸を斬る 梓右近隠密帳 第5話「和蘭陀囃子の謎」（1973年） - 淡路屋政五郎
  - 江戸を斬るIV 第12話「堅太郎が消えた!?」（1979年） - 碇屋八右衛門
  - 江戸を斬るV 第16話「紫頭巾の復讐」（1980年） - 松前屋弥右衛門
  - 江戸を斬るVI 第28話「おゆき誘拐・危機一髪」（1981年） - 小松屋弥右衛門
  - 江戸を斬るVII（1987年） - 中野石翁
- 太陽にほえろ! （NTV / 東宝）
  - 第71話「眠りの中の殺意」（1973年） - 堀越雄作
  - 第117話「父と子の再会」（1974年） - 三田象山
  - 第173話「一発で射殺せよ!」（1975年） - 戸川組組長
  - 第636話「ラガー倒れる」（1985年） - 高見沢政彦
- 見知らぬ橋（1973年、NET） - 日向修三
- 荒野の素浪人 第2シリーズ 第8話「野良犬無残」（1974年、NET / 三船プロ） - 島蔵
- 唖侍鬼一法眼（1974年、NTV / 勝プロ）
  - 第17話「血闘無明嶽」 - 来栖勘兵衛
  - 第24話「哀しい女」 - 勘蔵
- プレイガールシリーズ （12ch / 東映）
  - プレイガール 第262話「金があれば年の差なんて!」（1974年） - 善大和尚
  - プレイガールQ
    - 第10話「おんな風呂殺人事件」 (1974年)　- 阪東大作
    - 第57話「女が男に負けるとき」(1975年）-　風間
- ご存知遠山の金さん 第27話 「あっぱれ腰抜け侍」（1974年、NET / 東映） - 源伯
- 右門捕物帖 第13話「左刺しの匕首」（1974年、NET / 東映）
- 華麗なる一族（1974年、MBS / 東宝） - 太平スーパー社長
- 編笠十兵衛（1974年）- 色部又七郎
- 破れ傘刀舟悪人狩り（NET / 三船プロ）
  - 第1話「闇に光る眼」（1974年） - 鷹の御膳（元老中・財部玄蕃）
  - 第28話「悪の花が飛んだ」（1975年） - 後藤庄三郎
  - 第46話「鞭を振る女」（1975年） - 赤沢十兵衛
- 日本沈没（1974年 - 1975年、TBS / 東宝） - 阿部信太郎
- 傷だらけの天使 第21話「欲ぼけおやじにネムの木を」（1975年、NTV / 東宝） - 松本吉次郎
- 影同心 第1話「夜霧の殺し節」（1975年、MBS / 東映） - 木曾屋七兵衛
- 剣と風と子守唄（1975年、NTV / 三船プロ）
  - 第2話「ふたり父さま」 - 西条頼母
  - 第17話「闇の宿場に咲く花火」 - 永井勘解由
- 大江戸捜査網 第205話「謎の女を張り込め!」（1975年、12ch / 三船プロ） - 和泉屋伍兵衛 / 益吉（二役）
- TOKYO DETECTIVE 二人の事件簿 第27話「女子大生殺人事件」（1975年、ABC / 大映テレビ）
- 明治の群像 海に火輪を 第2話「大隈重信〜明治14年の政変〜」（1976年、NHK） - 岩倉具視
- 大都会 闘いの日々 第11話「大安」（1976年、NTV / 石原プロ） - 杉山（大日会組長）
- 夜明けの刑事（TBS / 大映テレビ）
  - 第79話「名犬ペンジー探偵物語」（1976年） - 井川
  - 第107話「女子プロレスラー奮闘する!」（1977年）
- Gメンシリーズ（TBS / 東映→近藤照男プロ）
  - Gメン'75
    - 第49話「土曜日21時のトリック」（1976年） - 利根精一（弁護士）
    - 第75話「刑事を捨てた刑事」（1976年） - 丹野組長
    - 第136話「X'マスイブ21時のトリック」（1977年） - 田島信一郎（警視庁捜査4課警視）
    - 第166話「女医の告白」（1978年） - 足立公安部長
    - 第249話「コペンハーゲン女子留学生殺人事件」（1980年） - 大河原代議士
    - 第300話「盗まれた女たち」、第301話「盗まれた女たち PART2」（1981年） - 大西社長

  - Gメン'82 第1話「Gメンvs白バイ強盗団」（1982年） - 本部長
- 隠し目付参上 第12話「白絹は血に染まったか」（1976年、MBS / 三船プロ） - 大黒屋吉兵衛
- 新・二人の事件簿 暁に駆ける! 第25話「警官仕掛人」（1977年、ABC / 大映テレビ）
- 新 木枯し紋次郎 第13話「明日も無宿の次男坊」（1977年、12ch / C.A.L） - 尾張屋善右衛門
- 野望（1977年、ANB / 東映） - 鏡山包月
- 土曜ドラマ（NHK）
  - 兄とその妹（1978年） - 有田部長
- 青春の門 自立篇（1978年、MBS / 松竹）
- 横溝正史シリーズII / 八つ墓村（1978年、MBS / 映像京都） - 諏訪弁護士
- 気まぐれ本格派 第15話「男だったらやってみな」（1978年、NTV / ユニオン映画）- 大前の親分
- 江戸の渦潮 第2話「爽やかなり! 五月晴れ」（1978年、CX / 東宝）
- 吉宗評判記 暴れん坊将軍 第27話「柳生一族を斬る女」（1978年、ANB / 東映） - 秋山惣右衛門
- 特捜最前線 第77話 - 第79話「挑戦（3部作）」（1978年、ANB / 東映） - 寺井重義（五菱物産会長）
- 大空港 第10話「男たちの詩」（1978年、CX / 松竹） - 脇坂
- 同心部屋御用帳 江戸の旋風IV 第3話「片面打ちの仁義」（1978年、CX / 東宝） - 紀州屋
- 騎馬奉行 第1話「憎い男の初仕事」（1979年、KTV / 東映） - 大坂屋清兵衛
- 江戸の牙 第1話「炎上! 赤馬を斬れ」（1979年、ANB / 三船プロ） - 木曽屋勘左衛門
- 土曜ワイド劇場
  - 京都殺人案内 第1作「花の棺」（1979年、ABC / 松竹） - 東郷流風
  - 死刑執行五分前・息子は犯人じゃない!（1981年、ABC / 東映） - 平井剛造（平井建設社長）
  - 松本清張の溺れ谷（1983年、ANB / 松竹） - 古川恭太
  - 授業参観の女（1984年、ANB / 東映）
  - 江戸川乱歩の美女シリーズ 第22作「禁断の実の美女 江戸川乱歩の「人間椅子」」（1984年、ANB / 松竹） - 高杉大作
  - 家政婦は見た!（6） 東京－ニューヨーク 超高層ビル買占め、名門出の若妻の危険な秘密（1988年、ANB / 大映テレビ） - 百武竜造
- 不毛地帯（1979年、MBS） - 菊本
- 木曜ゴールデンドラマ / 雪国(1980年、YTV）
- 野々村病院物語（1981年、TBS） - 田島信一郎
- 花咲け花子 第1シリーズ（1981年、NTV） - 村越信吉
- プロハンター 第13話「北々西に向かって走れ」（1981年、NTV / セントラル・アーツ）
- 新五捕物帳（NTV / ユニオン映画）
  - 第140話「鴉は知っていた」（1981年） - 市兵衛
  - 第177話「日陰に咲いた父子草」（1982年）
- 時代劇スペシャル 愛妻武士道（1981年、CX / 俳優座映画放送、映像京都） - 曽我忠左衛門
- 鬼平犯科帳 第3シリーズ 第19話「はさみ撃ち」（1982年、ANB） - 猿皮の小兵衛
- 時代劇スペシャル / 女盗賊 忍び舞い（1983年、CX / 東宝） - 眼鉄和尚
- 火曜サスペンス劇場（NTV）
  - 松本清張の知られざる動機（1983年、松竹） - 長野直治
  - 京都・女性記者シリーズ 第1作「京都周山殺人街道」（1988年、松竹）
- 月曜ドラマランド（CX）
  - いたずらデパートGAL 女は度胸（1984年）
  - いたずらスチュワーデス! お嬢さまお手やわらかに（1985年） - 九朗衛門
  - 一休さんII（1986年）
  - 未亡人は17才（1987年）
- ザ・ハングマン4 第25話「痛快ダブルハンギング!! さようならありがたや節」（1985年、ABC / 松竹） - 浜崎源三郎
- 赤かぶ検事奮戦記IV（1985年 - 1986年、ABC / 松竹） - 大久保団蔵弁護士
- 愛の嵐（1986年、泉放送制作/THK） - 和尚 [6]
- 傑作時代劇 / おんなの密書・ボーナスは瓜一個（1987年、ANB / 東映）
- 愛無情（1988年、THK）
- ドラマチック22 / 絶唱（1990年、TBS / テレパック）
- 月曜ドラマスペシャル / 松本清張作家活動40周年記念・迷走地図（1992年、TBS） - 桂重信（総理大臣）
- 金曜エンタテイメント / 美味しんぼ 第2作（1995年、CX） - 唐山陶人

## 著書
- 私の宮沢賢治 付・政次郎擁護（1981年、農山漁村文化協会）
- 悪役の少年時代 ガキ大将がおしえるワンパクの道（1985年、ポプラ社）
- 続 私の宮沢賢治（1988年、農山漁村文化協会）